# Bandera de la Isla Norfolk
La Bandera de la Isla Norfolk fue adoptada el 21 de octubre de 1980. Muestra una Araucaria de la Isla Norfolk (normalmente confundida con un pino) (Araucaria heterophylla).
Es similar a la bandera de Canadá que utiliza solo dos colores y un símbolo local prominente en el medio. También tiene una proporción de 1:2. No tiene el rectángulo canadiense. También es similar a la Bandera de Nigeria y la Bandera de Rodesia (Zimbabue). El Pino es similar a la de la Bandera del Líbano. 
- Datos: Q235445
- Multimedia: Flags of Norfolk Island / Q235445